# Куп Радивоја Кораћа 2020.
Куп Радивоја Кораћа 2020. године је одржан по четрнаести пут као национални кошаркашки куп Србије, а осамнаести пут под овим именом. Домаћин турнира је био Ниш у периоду од 13. до 16. фебруара 2020. године, а сви мечеви су одиграни у Хали Чаир.
Жреб парова овог издања Купа Радивоја Кораћа одржан је 30. јануара 2020. године у хотелу Краун Плаза Београд.

## Учесници
На турниру учествује укупно 8 екипа, а право учешћа клуб може стећи по једном од три основа:
- Као учесник првог ранга Јадранске лиге 2019/20. (4 екипе)
  - По овом основу пласман су обезбедили Црвена звезда МТС, Партизан НИС, Мега Бемакс и ФМП.
- Као финалиста Купа КСС II степена (2 екипе)
  - По овом основу пласман су обезбедили БКК Раднички и Слобода Ужице.
- Као једна од две најбоље пласиране екипе на половини првог дела такмичења у Кошаркашкој лиги Србије 2019/20. (2 екипе)
  - По овом основу пласман су обезбедили Борац Чачак и Слобода Ужице. Међутим, пошто се Слобода већ квалификовала као освајач Купа КСС II степена, прилику да се такмичи на завршном турниру добила је и трећепласирана екипа — Динамик ВИП ПЕЈ.[1]

## Дворана
| Ниш                  | НишКуп Радивоја Кораћа 2020. на карти Србије |
| Спортски центар Чаир | НишКуп Радивоја Кораћа 2020. на карти Србије |
| Капацитет: 4.800     | НишКуп Радивоја Кораћа 2020. на карти Србије |
|                      | НишКуп Радивоја Кораћа 2020. на карти Србије |

## Костур такмичења
|  | Четвртфинале      | Четвртфинале      |                   |     | Полуфинале | Полуфинале |  |  | Финале | Финале |
|  |                   |                   |                   |     |            |            |  |  |        |        |
|  | 13. фебруар       |                   |                   |     |            |            |  |  |        |        |
|  |                   |                   |                   |     |            |            |  |  |        |        |
|  | Мега Бемакс       | 82                |                   |     |            |            |  |  |        |        |
|  | Мега Бемакс       | 82                | 15. фебруар       |     |            |            |  |  |        |        |
|  | Слобода Ужице     | 73                |                   |     |            |            |  |  |        |        |
|  | Слобода Ужице     | 73                | Мега Бемакс       | 79  |            |            |  |  |        |        |
|  | 13. фебруар       |                   | Мега Бемакс       | 79  |            |            |  |  |        |        |
|  |                   | Црвена звезда МТС | 80                |     |            |            |  |  |        |        |
|  | Црвена звезда МТС | Црвена звезда МТС | 80                | 107 |            |            |  |  |        |        |
|  | Црвена звезда МТС |                   | 16. фебруар       | 107 |            |            |  |  |        |        |
|  | Раднички Београд  | 67                |                   |     |            |            |  |  |        |        |
|  | Раднички Београд  | 67                | Црвена звезда МТС | 84  |            |            |  |  |        |        |
|  | 14. фебруар       |                   | Црвена звезда МТС | 84  |            |            |  |  |        |        |
|  |                   | Партизан НИС (ОТ) | 85                |     |            |            |  |  |        |        |
|  | Партизан НИС      | Партизан НИС (ОТ) | 85                | 87  |            |            |  |  |        |        |
|  | Партизан НИС      | 15. фебруар       |                   | 87  |            |            |  |  |        |        |
|  | Борац Чачак       | 79                |                   |     |            |            |  |  |        |        |
|  | Борац Чачак       | 79                | Партизан НИС      | 85  |            |            |  |  |        |        |
|  | 14. фебруар       |                   | Партизан НИС      | 85  |            |            |  |  |        |        |
|  |                   | ФМП               | 77                |     |            |            |  |  |        |        |
|  | ФМП               | ФМП               | 77                | 98  |            |            |  |  |        |        |
|  | ФМП               |                   |                   | 98  |            |            |  |  |        |        |
|  | Динамик ВИП ПЕЈ   | 73                |                   |     |            |            |  |  |        |        |
|  | Динамик ВИП ПЕЈ   | 73                |                   |     |            |            |  |  |        |        |

## Четвртфинале
| 13. 2. 2020. 17:00 | Извештај | Црвена звезда МТС                                                            | 107 : 67 | БКК Раднички                                       | Спортски центар Чаир, Ниш Гледаоци: 4.500 Судије: Синиша Прпа, Немања Николић, Стефан Ћалић |  |
| 13. 2. 2020. 17:00 | Извештај | Четвртине: 25:28, 35:14, 24:13, 23:12                                        |          |                                                    | Спортски центар Чаир, Ниш Гледаоци: 4.500 Судије: Синиша Прпа, Немања Николић, Стефан Ћалић |  |
| 13. 2. 2020. 17:00 | Извештај | Поени: Пантер 23 Скокови: Гист 8 Асистенције: три играча 4 Индекс: Пантер 31 |          | Ваљаревић 16 Дунђерски 4 Дунђерски 11 Дунђерски 20 | Спортски центар Чаир, Ниш Гледаоци: 4.500 Судије: Синиша Прпа, Немања Николић, Стефан Ћалић |  |

| 13. 2. 2020. 19:30 | Извештај | Мега Бемакс                                                                        | 82 : 73 | Слобода Ужице                           | Спортски центар Чаир, Ниш Гледаоци: 500 Судије: Александар Глишић, Радош Арсенијевић, Немања Влаховић |  |
| 13. 2. 2020. 19:30 | Извештај | Четвртине: 24:22, 15:25, 25:16, 18:10                                              |         |                                         | Спортски центар Чаир, Ниш Гледаоци: 500 Судије: Александар Глишић, Радош Арсенијевић, Немања Влаховић |  |
| 13. 2. 2020. 19:30 | Извештај | Поени: Симоновић 32 Скокови: Симоновић 13 Асистенције: Пери 6 Индекс: Симоновић 39 |         | Симић 18 Симовић 13 Фостер 5 Симовић 30 | Спортски центар Чаир, Ниш Гледаоци: 500 Судије: Александар Глишић, Радош Арсенијевић, Немања Влаховић |  |

| 14. 2. 2020. 17:00 | Извештај | ФМП                                                                                        | 98 : 73 | Динамик ВИП ПЕЈ                      | Спортски центар Чаир, Ниш Гледаоци: 1.000 Судије: Владимир Јевтовић, Иван Стефановић, Петар Пешић |  |
| 14. 2. 2020. 17:00 | Извештај | Четвртине: 23:21, 25:17, 26:14, 24:21                                                      |         |                                      | Спортски центар Чаир, Ниш Гледаоци: 1.000 Судије: Владимир Јевтовић, Иван Стефановић, Петар Пешић |  |
| 14. 2. 2020. 17:00 | Извештај | Поени: Пот 14 Скокови: Пецарски 7 Асистенције: Момиров, Ускоковић 7 Индекс: Пот, Улубај 17 |         | Глишић 17 Беслаћ 5 Акај 11 Глишић 21 | Спортски центар Чаир, Ниш Гледаоци: 1.000 Судије: Владимир Јевтовић, Иван Стефановић, Петар Пешић |  |

| 14. 2. 2020. 19:30 | Извештај | Партизан НИС                                                                 | 87 : 79 | Борац Чачак                                              | Спортски центар Чаир, Ниш Гледаоци: 4.000 Судије: Саша Маричић, Бранислав Мрдак, Владимир Весковић |  |
| 14. 2. 2020. 19:30 | Извештај | Четвртине: 20:18, 26:15, 13:22, 28:24                                        |         |                                                          | Спортски центар Чаир, Ниш Гледаоци: 4.000 Судије: Саша Маричић, Бранислав Мрдак, Владимир Весковић |  |
| 14. 2. 2020. 19:30 | Извештај | Поени: Загорац 16 Скокови: Макаду 9 Асистенције: Јарамаз 5 Индекс: Макаду 20 |         | Ђоковић, Џоунс 18 Неранџић, Чарапић 5 Поповић 5 Џоунс 20 | Спортски центар Чаир, Ниш Гледаоци: 4.000 Судије: Саша Маричић, Бранислав Мрдак, Владимир Весковић |  |

## Полуфинале
| 15. 2. 2020. 17:00 | Извештај | Мега Бемакс                                                              | 79 : 80 | Црвена звезда МТС                          | Спортски центар Чаир, Ниш Гледаоци: 4.000 Судије: Миливоје Јовчић, Саша Маричић, Владимир Јевтовић |  |
| 15. 2. 2020. 17:00 | Извештај | Четвртине: 24:17, 9:23, 27:18, 19:22                                     |         |                                            | Спортски центар Чаир, Ниш Гледаоци: 4.000 Судије: Миливоје Јовчић, Саша Маричић, Владимир Јевтовић |  |
| 15. 2. 2020. 17:00 | Извештај | Поени: Пери 20 Скокови: Симоновић 11 Асистенције: Пери 9 Индекс: Пери 35 |         | Пантер 22 Гист, Штимац 7 Браун 3 Пантер 25 | Спортски центар Чаир, Ниш Гледаоци: 4.000 Судије: Миливоје Јовчић, Саша Маричић, Владимир Јевтовић |  |

| 15. 2. 2020. 21:00 | Извештај | Партизан НИС                                                                  | 85 : 77 | ФМП                                     | Спортски центар Чаир, Ниш Гледаоци: 4.500 Судије: Илија Белошевић, Урош Обркнежевић, Урош Николић |  |
| 15. 2. 2020. 21:00 | Извештај | Четвртине: 24:22, 16:23, 23:12, 22:20                                         |         |                                         | Спортски центар Чаир, Ниш Гледаоци: 4.500 Судије: Илија Белошевић, Урош Обркнежевић, Урош Николић |  |
| 15. 2. 2020. 21:00 | Извештај | Поени: Томас 13 Скокови: три играча 6 Асистенције: Валден 5 Индекс: Валден 16 |         | Кузмић 13 три играча 6 Човић 8 Човић 24 | Спортски центар Чаир, Ниш Гледаоци: 4.500 Судије: Илија Белошевић, Урош Обркнежевић, Урош Николић |  |

## Финале
| 16. 2. 2020. 21:00 | Извештај | Црвена звезда МТС                                                         | 84 : 85 | Партизан НИС                          | Спортски центар Чаир, Ниш Гледаоци: 5.000 Судије: Илија Белошевић, Миливоје Јовчић, Урош Николић |  |
| 16. 2. 2020. 21:00 | Извештај | Четвртине: 13:19, 18:15, 18:18, 29:26, 6:7                                |         |                                       | Спортски центар Чаир, Ниш Гледаоци: 5.000 Судије: Илија Белошевић, Миливоје Јовчић, Урош Николић |  |
| 16. 2. 2020. 21:00 | Извештај | Поени: Браун 17 Скокови: Штимац 10 Асистенције: Браун 7 Индекс: Штимац 17 |         | Пејџ 21 Загорац 6 Валден 5 Јарамаз 22 | Спортски центар Чаир, Ниш Гледаоци: 5.000 Судије: Илија Белошевић, Миливоје Јовчић, Урош Николић |  |

| Стартери:     | Стартери: | Стартери:            | П          | С          | А          |
| ------------- | --------- | -------------------- | ---------- | ---------- | ---------- |
| Б             | 10        | Бранко Лазић         | 0          | 1          | 1          |
| Б             | 12        | Били Барон           | 8          | 5          | 2          |
| КЦ            | 21        | Марко Јагодић-Куриџа | 4          | 2          | 0          |
| Б             | 22        | Чарлс Џенкинс        | 5          | 3          | 2          |
| Ц             | 91        | Владимир Штимац      | 11         | 10         | 0          |
| Резерве:      |           |                      |            |            |            |
| ПЛ            | 00        | Кевин Пантер         | 12         | 3          | 1          |
| ПЛ            | 4         | Лоренцо Браун        | 17         | 2          | 7          |
| Б             | 7         | Дејан Давидовац      | 16         | 3          | 1          |
| К             | 13        | Огњен Добрић         | Није играо | Није играо | Није играо |
| КЦ            | 15        | Џејмс Гист           | 11         | 5          | 0          |
| КЦ            | 28        | Бориша Симанић       | Није играо | Није играо | Није играо |
| Ц             | 50        | Мајкл Оџо            | 0          | 3          | 0          |
| Тренер:       |           |                      |            |            |            |
| Драган Шакота |           |                      |            |            |            |

| Црвена звезда МТС |  | Партизан НИС |

| ЦЗВ         | Статистика        | ПАР         |
| ----------- | ----------------- | ----------- |
|             | Статистика        |             |
| 20/46 (43%) | Шут за 2. поена   | 16/36 (44%) |
| 7/18 (38%)  | Шут за 3. поена   | 12/30 (40%) |
| 23/25 (92%) | Слободна бацања   | 17/28 (60%) |
| 12          | Скокови у нападу  | 10          |
| 32          | Скокови у одбрани | 25          |
| 44          | Укупно скокова    | 35          |
| 14          | Асистенција       | 14          |
| 22          | Изгубљених лопти  | 13          |
| 5           | Украдених лопти   | 8           |
| 3           | Блокада           | 5           |
| 34          | Фаулова           | 31          |

| Стартери:         | Стартери: | Стартери:         | П          | С          | А          |
| ----------------- | --------- | ----------------- | ---------- | ---------- | ---------- |
| ПЛ                | 2         | Кори Валден       | 9          | 2          | 5          |
| К                 | 3         | Раде Загорац      | 11         | 6          | 2          |
| Б                 | 10        | Огњен Јарамаз     | 19         | 3          | 2          |
| КЦ                | 12        | Новица Величковић | 9          | 4          | 2          |
| КЦ                | 21        | Никола Јанковић   | 6          | 3          | 2          |
| Резерве:          |           |                   |            |            |            |
| ПЛ                | 5         | Маркус Пејџ       | 21         | 1          | 1          |
| Ц                 | 8         | Џејмс Макаду      | 0          | 1          | 0          |
| Б                 | 9         | Лазар Стефановић  | Није играо | Није играо | Није играо |
| КЦ                | 14        | Стефан Бирчевић   | 4          | 1          | 0          |
| КЦ                | 25        | Рашон Томас       | 2          | 3          | 0          |
| Б                 | 32        | Урош Трифуновић   | 2          | 1          | 0          |
| Ц                 | 42        | Вилијам Мозли     | 2          | 5          | 0          |
| Тренер:           |           |                   |            |            |            |
| Андреа Тринкијери |           |                   |            |            |            |

| Освајач Купа Радивоја Кораћа 2020. |
| ---------------------------------- |
| Партизан 8. титула.                |